# Braceville
Braceville és una població dels Estats Units a l'estat d'Illinois. Segons el cens del 2000 tenia 792 habitants.

## Demografia
Segons el cens del 2000, Braceville tenia 792 habitants, 284 habitatges, i 220 famílies. La densitat de població era de 231,7 habitants/km².
Dels 284 habitatges en un 39,1% hi vivien nens de menys de 18 anys, en un 60,9% hi vivien parelles casades, en un 10,6% dones solteres, i en un 22,5% no eren unitats familiars. En el 18% dels habitatges hi vivien persones soles el 4,9% de les quals corresponia a persones de 65 anys o més que vivien soles. El nombre mitjà de persones vivint en cada habitatge era de 2,79 i el nombre mitjà de persones que vivien en cada família era de 3,13.
Per edats la població es repartia de la següent manera: un 29,9% tenia menys de 18 anys, un 10,2% entre 18 i 24, un 31,9% entre 25 i 44, un 21% de 45 a 60 i un 6,9% 65 anys o més.
L'edat mediana era de 31 anys. Per cada 100 dones de 18 o més anys hi havia 104,8 homes.
La renda mediana per habitatge era de 47.059 $ i la renda mediana per família de 50.395 $. Els homes tenien una renda mediana de 40.208 $ mentre que les dones 24.722 $. La renda per capita de la població era de 17.586 $. Aproximadament el 3,1% de les famílies i el 4,3% de la població estaven per davall del llindar de pobresa.

## Poblacions més properes
El següent diagrama mostra les poblacions més properes.